# パペットガーディアン
パペットガーディアン（Puppet Guardian）とは双六をモチーフにしたMMORPGである。
コールドブレス株式会社が開発し、運営はアーティファクト株式会社（北米ではMirror Realms）が行っている。

## 概要
双六形式でステージを進行するのが特徴である。双六の盤を模した戦闘フィールド（マス）上でサイコロを振り、出た目の数だけ進むことが出来る。各マスには岩石・樹木などのオブジェクトやMobが配置されており、これらから入手した原料となるアイテムを加工、アバターの着せ替えや武器・魔法の強化、他のユーザーに販売すること等が主な目的となる。
Adobe Flash Playerがインストールされたウェブブラウザ上でプレイすることが出来るブラウザゲームで、同社の「ARTIFACT」システムにより異なるゲーム間でアバターやアイテムを共有し、シームレスに行き来することが基本コンセプトとなっている。

## サービス
登録・接続料は無料である。また、「金貨(単位＄)」と呼ばれるゲーム内専用通貨を購入することで、アバターの変更、アイテムの保管・購入、ペット利用などの各種追加サービスを受けられる。
金貨は1Gあたり、16〜20円で販売されている他、プレーヤー間のアイテム売買によっても得られる。
また、月額料金を払うことで各種追加サービスの割引等が受けられるプレミアム会員になることも可能。

## 沿革
- 2007年10月1日 - 正式サービス開始。プレイするには、既存会員から招待してもらうか、金貨（現金でチャージするゲーム内通貨）付きチケットを購入する必要があった。
- 2008年7月7日 - 無料の一般登録受付開始。
- 2011年3月7日 - シーズン2「スプレンドルミサス」をリリース。

## 基本的な操作・事柄
キャラクターの髪は数日ごとに伸び、男性キャラクターは髭も伸びる。伸びた髪や髭は、各塔に設置されている床屋ギルドで散髪ができる。
サイコロは4時間ごとに1つ増え、1日で6個増える。サイコロの最大残数は99個。4時間以上のログアウトで体力、魔力が完全回復する。体力はアイテム使用で回復することもできる（ブルーハーブ、癒しの羽根など）。
ステージの中でキラキラとしている所が採取ポイントであり、近づいてクリックするとアイテムの入手ができる。なお、2回連続で採ることはできず、もう一度スタート地点から周るとまた採取することができる。
攻撃方法はCtrlキーで武器を構え、スペースキーで攻撃をする（構えていなくてもスペースキーを押せば構える状態になる）。モンスターの体力は上に表示され、ゲージが赤になり体力が無くなると気絶をする。この時にモンスターからアイテムを入手することができる。また、盾を所持している場合は、シフトキーで防御（後ろからの攻撃は防げない）。一部のモンスターは状態異常（石化、毒、麻痺、炎上、凍結、眠り、眩暈、恐怖）になる攻撃をしてくることがある。
なお、プレイヤーの体力が0になると倒れてしまい、塔のロビーに戻されてしまう。その際体力は1の状態になる。

## アイテム
アイテムは主に敵や採取ポイントなどから入手することができる。入手したアイテムはそのまま使えるが、合成の壷に入れ合成することにより、より強力なアイテムなどを作ることもできる。
アイテムの種類は「武器」「盾」「服」「帽子」「靴」「アクセサリー」などであり、装備できる物は装備させることによってキャラクターの見た目が変わる。
キャラクターの装備できるアイテムはあわせて9個まで。アイテムは通常緑色のカードで表示されるが、あまり採れないレアアイテムや強化された武器などは赤色や青色のカードになる。一部のアイテムには装備すると称号（見習い、歴戦、など）が付くものもあり、複数の称号アイテムを装備したアイテムがある場合、新しく装備したアイテムの称号が付く。
呪文の書物や巻物を使うことにより、敵にダメージを与えたり、周囲の他プレイヤーの体力を回復したりすることができる。
呪文の巻物は消費形式のアイテムであり、呪文の書物は魔力を使用する。

## 宝石
2の塔から7の塔、試練の洞窟ステージの特定の採取ポイントや敵からごく稀に宝石が採取できる。
宝石を合成し武器や書を作ると魔法による攻撃を行えるようになる。
また試練の洞窟のサイドステージや階層（詳細は後述）からでも採取できる。

## モンスター
ステージにはモンスターなどがおり、プレイヤーを襲ってくるものなどがいる。モンスターの体力、攻撃方法は様々だが状態異常攻撃や広範囲攻撃などをしてくる。中には攻撃してこない敵もいるが、攻撃すれば倒すことができる。
ステージの最後などにいるボスは他の敵に比べて体力、攻撃力共に非常に高く、特殊攻撃や広範囲攻撃などをしてくる。しかし、倒すことができれば貴重なアイテムなどを入手する事ができる。
敵は一定時間経つと復活するので注意が必要である。
モンスターの中には、IVの塔のオウムや、VIIの塔のユニコーンといった、他のマスに移動できる（ドリフト機能）特殊モンスターもいる。

## ステージ
天空に浮かぶ城から行くことが出来る。城主が持つ1000年前の記憶の世界。
ヘラクレスの森：
Iの塔から行くことができる。初心者が最初に来る所であるためか攻撃してくる敵は少ない。主に服の素材、着色料の原料、トカゲの尻尾などが採れる。ボスはジャイアントビートル。全20マス。
バシリスクの巣：
IIの塔から行くことができる。本格的な武器を作る鉄鉱石などが採れる。ここからは敵も攻撃的であり数も多い。宝石ゾイサイトが採取できる。ボスはバジリスク。全39マス。
黄金の密林：
IIIの塔から行くことができる。亜麻やバナナといったジャングルらしいアイテムが採れる。また、ジャングルを流れる川では砂金が採れる。敵は単体や小さな集団でしか出ないが体力が高く、攻撃力も高い。宝石エメラルドが採取できる。ボスは黄金のグリフォン。全39マス。
鳥の楽園：
IVの塔から行くことができる。島々が連なる諸島であり、鳥系のモンスターが多い。宝石サファイアが採取できる。ボスはプレシオサウルス。全30マス。
女王の砂漠:
Vの塔から行くことができる。砂漠のステージで途中には砂金の取れるオアシスも存在する。ここの敵は攻撃力は低いものの集団で襲ってくるものが多い。一人旅は注意が必要。宝石トルマリンが採取できる。ボスはジン。全49マス。
魔道火山:
VIの塔から行くことができる。その名の通り火山のステージで炎属性の敵が多い。ここでは鉄鉱石や銀といった鉱物系が採れる。宝石ルビーが採取できる。ボスはサラマンダー。全35マス。
シャスラの峠:
VIIの塔から行くことができる。雪山のステージで毛皮や氷の粉などが採れる。宝石ダイアモンドが採取できる。ボスはヴァンパイアの夫婦で二人がかりで襲ってくる。全35マス。
シャスラの研究所:
VIIIの塔から行くことができる。サイコロを振っている最中に破壊されたりと強敵が多い。ステージ中にある鏡を通してステージ9に行くこともできる。ボスはホワイトドラゴン。全35マス。
鏡の世界:
VIIIの塔から行くことができる。ステージ中に設置してある鏡の中へ入ることでシャスラの研究所と行き来できる。触手が取れる敵が多く、邪眼や銀が若干取れやすい。ボスはビホルダー。全31マス。

## 試練の洞窟
天空に浮かぶ城の最上階から行くことができる。全二十階層となっており、全ての階層を突破するのは非常に難しい。試練の洞窟のボスはいずれも北欧神話に登場する生物をモチーフとしている。
試練の洞窟 第一階層:
試練の洞窟 入り口から行くことができる。コボルトやトロルを始め、浅瀬付近にはカニやスライムといった敵が登場する。ボスはフェンリルでドリフト機能を持つ。全49マス。
試練の洞窟 第二階層:
試練の洞窟 第一階層から行くことができる。着色料の原料や鉱石類が多く採れる。ボスはスレイプニルでドリフト機能を持つ。全49マス。
試練の洞窟 第三階層:
試練の洞窟 第二階層から行くことができる。攻殻に身を包んだ敵が多く、体力や攻撃力も高い。ボスはガルムでドリフト機能を持つ。全49マス。
試練の洞窟 第四階層:
試練の洞窟 第三階層から行くことができる。ステージの至るところに蛇の大群が這い交っている。宝石ルビーが採取できる。ボスはニーズヘッグでドリフト機能を持つ。全49マス。
試練の洞窟 第五階層:
試練の洞窟 第四階層から行くことができる。苔やシダ、フローライトで覆われており、奥地には巨大な生物の巣が存在する。ボスはファフニールでドリフト機能を持つ。全49マス。
試練の洞窟 第六階層:
試練の洞窟 第五階層から行くことができる。紫色に輝く封魔石があるマスでは魔法を使うことができない。
スタートマスには冒険者の亡骸と手記が遺されている。雷水晶や落雷石といった雷に纏わる鉱石が採れる。ボスはグラニ。全49マス。
試練の洞窟 第七階層:
試練の洞窟 第六階層から行くことができるステージ群。紫色に輝く封魔石があるマスでは魔法を使うことができない。
体力や攻撃力の高い敵が集団で固まっているので一人旅で突破するのは難しい。ボスはセーフリームニル。全49マス。
試練の洞窟 第八階層:
試練の洞窟 第七階層から行くことができる。紫色に輝く封魔石があるマスでは魔法を使うことができない。
ここの敵は集団で襲ってくるものが多く、攻撃力も高くなっている。ボスはフレースヴェルグ。全49マス。
試練の洞窟 第九階層:
試練の洞窟 第八階層から行くことができる。紫色に輝く封魔石があるマスでは魔法を使うことができない。
辺り一面真っ暗で視界が狭くなるのでランタンやカンテラを装備しないとまともに進むことすら困難。ボスはスコル。全49マス。
試練の洞窟 第十階層:
試練の洞窟 第九階層から行くことができる。紫色に輝く封魔石があるマスでは魔法を使うことができない。
氷河を思わせる美しい景観のステージで毛皮や氷の粉などが採れる。炎属性に弱い敵が多い。ボスはハティ。全49マス。
試練の洞窟 第十一階層:
試練の洞窟 第十階層から行くことができる。紫色に輝く封魔石があるマスでは魔法を使うことができない。
小さな石で出来たゴーレムや食虫植物、生きている霧などの敵が登場する。ボスはスヴァジルファリ。全49マス。
試練の洞窟 第十二階層:
試練の洞窟 第十一階層から行くことができる。紫色に輝く封魔石があるマスでは魔法を使うことができない。
半人半獣の敵や地面に身を潜めて動かない敵が多い。ボスはヴィゾーヴニル。全49マス。
試練の洞窟 第十三階層:
試練の洞窟 第十二階層から行くことができる。紫色に輝く封魔石があるマスでは魔法を使うことができない。
薄暗い森の中で生物や樹木に擬態した植物が多く登場する。ボスはヴェズルフェルニル。全49マス。
試練の洞窟 第十四階層:
試練の洞窟 第十三階層から行くことができる。紫色に輝く封魔石があるマスでは魔法を使うことができない。
水辺に面した洞窟で苔に塗れたゴーレムやトカゲ人間が登場する。ボスはヒルディスヴィーニ。全49マス。
試練の洞窟 第十五階層:
試練の洞窟 第十四階層から行くことができる。紫色に輝く封魔石があるマスでは魔法を使うことができない。
小さな火口からは活発に噴煙や溶岩が流れ出ている。炎属性の敵が多い。宝石ルビーが採取できる。ボスはスルト。全49マス。
試練の洞窟 第十六階層:
試練の洞窟 第十五階層から行くことができる。紫色に輝く封魔石があるマスでは魔法を使うことができない。
熱帯雨林のステージでマングローブやワニといった水棲生物が多い。。ボスはグリンブルスティ。全49マス。
試練の洞窟 第十七階層:
試練の洞窟 第十六階層から行くことができる。紫色に輝く封魔石があるマスでは魔法を使うことができない。
ステージの至るところにキノコが群生する独特な雰囲気のステージ。ボスはグリンカムビ。全49マス。
試練の洞窟 第十八階層:
試練の洞窟 第十七階層から行くことができる。紫色に輝く封魔石があるマスでは魔法を使うことができない。
グニパヘリルと名の付くモンスターが多く、いずれも単体でボスモンスターに匹敵する体力や攻撃力を持つ。ボスはマーナガルム。全49マス。
試練の洞窟 第十九階層:
試練の洞窟 第十八階層から行くことができる。紫色に輝く封魔石があるマスでは魔法を使うことができない。
地下砂漠で動物の骨が所々に飛散している不気味なステージ。麻痺攻撃を仕掛けるモンスターが多い。ボスはフギンとムニン。二匹で襲ってくる。全49マス。
試練の洞窟 第二十階層:
試練の洞窟 第十九階層から行くことができる。紫色に輝く封魔石があるマスでは魔法を使うことができない。
終盤に相応しい巨大な火山のステージであり、炎属性の敵が多い。ボスが巨大な蛇とだけあってステージの途中からでもボスの一部姿が確認できる。ボスはヨルムンガンド。全49マス。
ヘルヘイム:
試練の洞窟 第二十階層から行くことができる。紫色に輝く封魔石があるので魔法を使うことができない。
ここまで来ることができるプレイヤーはほんの一握りだとされる。ボスはヘル。倒すごとに姿が変わっていく。2度変身する。全1マス。

## サイドステージ
試練の洞窟 第一階層〜五階層までの特定の場所に設置されている魔法陣から行くことができる。
闇の森マングール:
試練の洞窟 第一階層から行くことができる。水生動物が多く生息している。ボスはイピリア。全??マス。
地底王国:
試練の洞窟 第一階層から行くことができる。モンスターの殆どが機械兵で占められている。宝石ルビーが採取できる。ボスはギガントゴーレム。全??マス。
眠りの花園:
試練の洞窟 第二階層から行くことができる。前半は昆虫系モンスターが多く、後半は巨人や半鳥人が多い。ボスは眠りの女王。全??マス。
黄金の河アラクール:
試練の洞窟 第二階層から行くことができる。奥へ進むごとに水深が深くなっていく。宝石トルマリンが採取できる。ボスはカリュブディス。全??マス。
星の洞窟:
試練の洞窟 第三階層から行くことができる。貴重なアイテムが出たり、ドリフトモンスターやボスを除いて全くモンスターが出現しないためか、多くの人に親しまれやすいステージ。宝石ダイアモンドが採取できる。ボスはヘルキャット。全??マス。
竜の国:
試練の洞窟 第三階層から行くことができる。スタートマスに謎の人物がいる。ステージはドラゴン系モンスターが多く生息している。体力や攻撃力が高いため注意が必要。特にブラックドラゴンは単体で並のボスモンスターを凌駕する体力や攻撃力を持つので注意すること。宝石ゾイサイトが採取できる。ボスはトゥルーブラックドラゴン。全??マス。
闇の古城:
試練の洞窟 第四階層から行くことができる。道中真っ暗なため、明かりを灯すアイテムを装備してないと探索が困難。シャスラの峠のボス・ヴァンパイア夫婦もここに居住しているため遭遇することも（ボスマスで夫婦の肖像画が確認できる）。ボスはデュラハン。全??マス。
氷の世界:
試練の洞窟 第四階層から行くことができる。その名の通り極寒の氷のステージで氷属性の敵が多い。天井から氷柱が落ちてくることも。ボスは氷の女王。全??マス。
悪意の洞窟:
試練の洞窟 第五階層から行くことができる。次階層を意識してか、ここから紫色に輝く封魔石が登場する。紫色に輝く封魔石があるマスでは魔法を使うことができない。至る所にゾンビ系モンスターが生息する。宝石ゾイサイトが採取できる。ボスははっきりしないがドリフト能力を持つドラゴンゾンビだと思われる。全??マス。
ハルマの入り江:
試練の洞窟 第五階層から行くことができる。入り江らしくあちこちに珊瑚が生えている。扉がある特定のマスであるアイテムを使用することでステージの裏側に行ける。宝石サファイアが採取できる。ボスはクトゥルフ。全??マス。

## 神話世界
2019年より新たに追加された世界で、現在3種類のステージが存在する。
神話に登場する人物と戦う事がメインとなる。
大樹の付け根:
森林の奥深くに存在する石碑が1つ置かれてる神秘的なステージ。石碑の裏を潜ることでボスに出会う。ボスはヴェルダンディ、ウルド、スクルド、ノルニルの4人が存在しているが1人ずつ順番に倒して戦う形式となっており、最後のノルニルはサイコロで更に進んだところに待ち構えている。全3マス（内1マスは石碑、2マスはボス）。
絶海の孤岩:
絶えず落雷が起こる荒れた海の中で、石碑が1つ置かれてる小さな島がただ1つ存在している恐ろしい雰囲気のステージ。石碑の裏を潜ることでボスに出会う。ボスはトール。2回変身する個体と5回変身する個体が存在するが、後者の方は全く同じステージ名であるものの別ステージに存在しており、個体そのものがとんでもない強さを誇っている。全??マス。
狡知の宮殿:
豪華絢爛な宮殿を構えた荘厳なステージ。ボスはロキ。宮殿内に最初から存在している個体と馬に化けている個体の2体存在する。とてつもなく素早い。全??マス。

## イベント
多少前後したり延期されることもあるが、現在では月1で開催されている。伝承が存在するものも存在する。
1月（黄金の季節）:
お年玉にちなんだイベント。主にVの塔の女王の砂漠で行われる。「封印のミミック」と呼ばれるモンスターが多数出現する他、時刻が新年を迎えて数分経った際に天空に浮かぶ城の広場で画面が埋まるほどの巨大なミミックが1匹出現する。闇属性に強い耐性がある。
2月（バレンタイン）:
バレンタインデーにちなんだイベント。主にIIIの塔の黄金の密林で行われる。チョコを贈り合うイベントの為、モンスター名にチョコと関連するものが多数多種出現する。そのほとんどが炎属性に弱い。
3月（ホワイトウィーク）:
ホワイトデーにちなんだイベント。主にIの塔のヘラクレスの森とIVの塔の島の楽園の2か所で行われる。どちらのステージも白い姿のモンスターが多数出現する。
4月（桜の季節）:
花見にちなんだイベント。主にIIIの塔の黄金の密林で行われる。伝承が存在するらしく、普段からボスマスに駐在している黄金のグリフォンに代わって「チェリートリエント」が複数出現する。なお、黄金のグリフォンは最初からその場で横たわったまま戦わず採取ポイントと化している。
5月（海賊たちの休暇）:
ゴールデンウィークにちなんだイベント。主にIVの塔の島の楽園で行われる。伝承が存在するらしく、普段からボスマスに駐在しているプレシオサウルスに代わって海賊の一団が占拠している。さほど強くはないが集団で囲まれたら危険。なお、プレシオサウルスは最初からその場で横たわったまま戦わず採取ポイントと化している。
6月（花嫁の季節）:
ジューンブライドにちなんだイベント。Vの塔の女王の砂漠、VIIの塔のシャスラの峠、試練の洞窟第2階層のサイドステージ・眠りの花園の複数個所で行われる。語り継がれている伝承も複数（最大4つ）存在しており、そのうちの1つはパペットガーディアンにおける1000年前に起きた歴史の一部分が解き明かされるものとなっている。更にはシャスラの峠最終マスに駐在していたヴァンパイア夫婦が旅行に出かけており、帰ってくるまでの期間の間はとある王がそこを占拠する事態となっている。
7月（天の川の季節）:
七夕にちなんだイベント。主にⅥの塔の魔道火山で行われる。七夕だけに織姫・彦星・天帝と存在するが、開催される年によって敵対する対象が変わる。天空に浮かぶ城では空が真っ暗になり、屋上に登れば綺麗な天の川を見る事ができる。
8月（カタルシス）:
お盆にちなんだイベント。主にVIIIの塔のシャスラの研究所、鏡の世界、試練の洞窟第1階層のサイドステージ・闇の森のマングールで行われる。シャスラの研究所では戦没者の霊魂が多数出現する。
9月（晩夏祭りの季節）:
イベントのモチーフは不明だが、内容からして月見だと思われる。主にIIの塔のバジリスクの巣で行われる。伝承が存在しており、普段からボスマスに駐在しているバジリスクに代わってとても強く恐ろしいモンスターが占める場所と化す。一人で挑むのは至難の業。なお、バジリスクは最初からその場で横たわったまま戦わず採取ポイントと化している。
10月（ハロウィン）:
ハロウィンにちなんだイベント。主にIの塔のヘラクレスの森、IIの塔のバジリスクの巣、VIIの塔のシャスラの峠の複数で行われるが、伝承は1つしか存在せずヘンゼルとグレーテルをモチーフとしている。
11月（レクイエム）:
イベントのモチーフは不明。主に試練の洞窟第2階層のサイドステージ・眠りの花園、Ⅵの塔の魔道火山で行われる。天界から来たと思われる白と黒の2名の戦士が先述したステージの各マスを徘徊している。
12月（クリスマス）:
クリスマスにちなんだイベント。主にIIの塔のバジリスクの巣、VIIの塔のシャスラの峠で行われる。伝承が存在しており、バジリスクの巣最終マスに山の主が駐在するようになる。天空に浮かぶ城の広場では一面が雪景色になり、中庭に続く門の前ではクリスマスツリーを建てようとするNPCが出現する。なお、バジリスクは山の主によって氷漬けにされている。